# ソン・ソンミ
ソン・ソンミ（송선미、1974年9月13日- ）は、韓国の女優。
身長172cm、体重53kg、血液型O型 。
1997年、SBSドラマ「モデル」でデビュー。東洲女子専門大学（現・東洲大学校）乳児教育科を卒業。

## 学歴
- 亀南女子中学校
- 徳文女子高校
- 東洲女子専門大学（現・東洲大学）乳児教育科[1]

## 出演作品

### ドラマ
- モデル（朝鮮語版）（1997年、SBS） - キム・イジュ役[3]
- 隣の家の女（朝鮮語版）（1997年、SBS）[4]
- 順風産婦人科（朝鮮語版）（1998年-2000年、SBS）ソン看護師役[5]
- 一人しかいないあなた（朝鮮語版）（1999年、MBC） - ミヨン役[6]
- 愛してますか？（朝鮮語版）（1999年、KBS） - スミ役[7]
- 魔法の城（朝鮮語版）（1999年、KBS） - パン・エジャ役[8]
- 火花（朝鮮語版、英語版）（2000年、SBS） - ミンジ役[9]
- 愛するほどに（朝鮮語版）（2000年、MBC） - ソン・ダヨン役[10]
- しきりに会いたいね（朝鮮語版）（2000年-2001年、KBS） - チャン・ヘウォン役[11]
- 止まらない愛（朝鮮語版）（2002年、KBS） - ユ・ウォニ役[12]
- 薔薇の戦争（朝鮮語版）（2004年、MBC） - オ・ミラン役[13]
- 拝啓、ご両親様（2004年-2005年、KBS） - ソン・アリ役[14]
- シークレット・カップル（朝鮮語版）（2005年、MBC） - チョン・アミ役[15]
- ある日、突然…（2006年、SBS） - コ・ウネ役[16]
- 白い巨塔（2007年、MBC） -　イ・ユンジン役[17]
- ヨメ全盛時代（朝鮮語版）（2007年-2008年、KBS） - チャ・スヒョン役[18]
- 緑の馬車（朝鮮語版）（2009年、SBS） - ハン・ジウォン役[19]
- ミセス・タウン（2009年-2010年、tvN） - オ・ダジョン役[20]
- 個人の趣向（2010年、MBC） - 新婦役(特別出演)[21]
- 素直に恋して～たんぽぽ三姉妹～（朝鮮語版）（2010年、MBC） - パク・ジウォン役[22]
- 美しき人生（2010年、SBS） - ソン・ナヨン役[23]
- 烏鵲橋の兄弟たち（朝鮮語版、英語版）（2011年-2012年、KBS） - ナム・ヨウル役[24]
- ゴールデンタイム（朝鮮語版、英語版）（2012年、MBC） - シン・ウナ役[25]
- 清潭洞アリス（朝鮮語版）（2012年-2013年、SBS） - アルテミスカバンの客役[26]
- KBSドラマスペシャル連作シリーズ（朝鮮語版） - 彼女たちの完璧な1日（2013年、KBS） - チョン・スア役[27]
- 花たちの戦い -宮廷残酷史-（2013年、JTBC） - 嬪宮カン氏役[28]
- ミス・コリア（2013年-2014年、MBC） - コ・ファジョン役[29]
- 記憶〜愛する人へ〜（朝鮮語版）（2016年、tvN） - ハン・ジョンウォン役[30]
- 棘と蜜（2017年、MBC） - パク・ソジン役[31]
- 番人！〜もう一度、キミを守る〜（朝鮮語版、英語版）（2017年、MBC） - チェ・ヘソン役[32]
- 恋するアプリ Love Alarm（2019年、Netflix） - チョン・ミミ役[33]
- プライバシー戦争（朝鮮語版）（2020年、JTBC） - キム・ミスク役[34]
- スタートアップ: 夢の扉（2020年、tvN） - チャ・アヒョン役[35]
- 恋はオン♡エアー中!〜Live on〜（2020年-2021年、JTBC） - コ・ウンテクの母役[36]
- ポッサム〜愛と運命を盗んだ男〜（2021年、MBN）- キム・ゲシ役[37]
- Mine（2021年、tvN） - ソ・ジンギョン役[38]
- クライムパズル（朝鮮語版）（2021年、seezn）パク・ジョンハ役[39]

### 映画
- 美術館の隣の動物園（1998） - ダヘ役[40]
- マイ・ボス マイ・ヒーロー（2001） - イ・ジソン役[41]
- 盗られてたまるか（2002） - ファン・マリ役[42]
- ROUND1（2002）ネネ役[43]
- 菊花の香り～世界でいちばん愛されたひと〜（朝鮮語版）（2003） - チェ・ジョンラン役[44]
- セックスインポッシブル～男はみんな狼だ!〜（朝鮮語版）（2003） - カリョン役[45]
- 木浦は港だ（朝鮮語版）（2004） - イム・ジャギョン役[46]
- ライアー（2004） - オ・ジョンエ役[47]
- 浜辺の女（朝鮮語版）（2006） - チェ・ソンヒ役[48]
- 次の朝は他人（朝鮮語版）（2011） - ボラム役[49]
- 夜の浜辺でひとり（2017） - ジュニ役[50]
- 川沿いのホテル（朝鮮語版）（2019） - ヨンジュ役[51]
- 逃げた女（2020） - スヨン役[52]
- Walk Up（朝鮮語版、英語版）（2022） - ソンヒ役[53]
- 私たちの一日（朝鮮語版）（2023） - ジョンス役[54]

### 演劇
- 背を向けて去れ(2009年/ソウル・ワンダースーパーアイス四角劇場)
- ブルールーム(2011年/ソウル・世宗文化会館Mシアター)
- そこ(2012年-2013年/ソウル・アートウォンシアター3館)
- そこ-釜山(2013年/釜山・MBCロッテアートホール)

## 著書
- ソン・ソンミ『ソン・ソンミのラブリースキン』（2009年12月25日、サルリム出版社より発売） ISBN 9788952213105[55]

## 受賞歴
- 1996年 「SBSスーパーエリートモデル」2位
- 2006年 「第23回コリアベストドレッサー賞」俳優部門
- 2012年 「第6回コリアドラマフェスティバル」女性優秀演技賞

## 広報大使
- 2011年5月、「ウィッシュマム・キャンペーン」広報大使
- 2011年8月、「セーブ・ザ・チルドレン」広報大使